# Bisdom Afogados da Ingazeira
Het bisdom Afogados da Ingazeira (Latijn: Dioecesis Afogadensis de Ingazeira) is een rooms-katholiek bisdom met als zetel Afogados da Ingazeira, in Brazilië. Het bisdom is suffragaan aan het aartsbisdom Olinda e Recife.

## Geschiedenis
Het bisdom werd opgericht op 2 juli 1956, uit delen van het bisdom Pesqueira.

## Parochies
Het bisdom had in 2022 een oppervlakte van 10.956 km2 en telde 405.000 inwoners waarvan 93,6% rooms-katholiek was.

## Bisschoppen
- João José da Mota e Albuquerque (4 januari 1957 - 28 februari 1961)
- Francisco Austregésilo de Mesquita Filho (25 mei 1961 - 13 juni 2001)
- Luis Gonzaga Silva Pepeu (13 juni 2001 - 11 juni 2008)
- Egidio Bisol (7 oktober 2009 - 25 oktober 2023)
- Limacêdo Antônio da Silva (25 oktober 2023 - heden)

Olinda e Recife (aartsbisdom) · Afogados da Ingazeira · Caruaru · Floresta · Garanhuns · Nazaré · Palmares · Pesqueira · Petrolina · Salgueiro